# Calomicrus scutellatus
Calomicrus scutellatus is een keversoort uit de familie bladkevers (Chrysomelidae). De wetenschappelijke naam van de soort werd in 1897 gepubliceerd door Martin Jacoby.